# Otolelus flaveolus
Otolelus flaveolus là một loài bọ cánh cứng trong họ Aderidae. Loài này được Mulsant & Rey miêu tả khoa học năm 1866.